# تاكايوكي شيميزو
تاكايوكي شيميزو (بالكانا:しみず たかゆき) هو مذيع ‏ وسياسي ياباني، ولد في 29 يونيو 1974 في اليابان. حزبياً، نشط في حزب استعادة اليابان ‏. انتخب عضواً في مجلس المستشارين عن دائرة Hyōgo at-large district ‏ وقد انضم خلال فترته النيابية لحزب استعادة اليابان.

## وصلات خارجية
- الموقع الرسمي